# 胚胎冷凍貯藏
胚胎冷凍貯藏（英語：Embryo cryopreservation）是指以深低溫保存技術，把人體胚胎長久保存的技術與程序。
理論上，胚胎可以透過深低溫保存進行非常長久，甚至永久保存。若考慮以人類肧胎進行冷凍貯藏，之後又成功繼續孕育的案例，據文獻記載貯藏最長達30年。不過，由於受到法律及相關政策限制，一般只能保存最多十年。

## 技術
冷凍胚胎是把胚胎，冷凍保存在零下196攝氏度，等待一段時間後，依據計劃生育者指示及醫囑，將胚胎解凍後植入子宮腔內。
冷凍胚胎一般使用玻璃化冷凍法，以防止冷凍過程中出現冰晶結構，減少破壞肧胎正常功能。一般做法是使用冷凍保護劑，以極高速 (約每分鐘下降23000攝氏度) 的降溫速度，把胎或冷凍並保存在零下196攝氏度的液態氮中，並等待患者適合懷孕時解凍使用。
解凍則直接將含有胚胎的冷凍細管載體，放入37攝氏度的解凍液內，再將冷凍保護劑替換至細胞之外，成功解凍後，再放回培養液内繼續培養。現時冷凍及解凍肧胎方式，一般存活率約90%。